# Ерін Мілзінскі
Ерін Мілзінскі (25 травня 1990 , Брамптон, Онтаріо ) - канадська гірськолижниця, учасниця Олімпійських ігор у Ванкувері, срібна призерка чемпіонату світу 2015 року в командних змаганнях. Спеціалізується на слаломі.

## Спортивна кар'єра
У Кубку світу Мілзінскі дебютувала в листопаді 2009 року, тоді ж уперше в кар'єрі потрапила до тридцятки найкращих на етапі. 4 березня 2012 року сенсаційно виграла слалом у німецькому Офтершвангу, хоча перед тим жодного разу не потрапляла навіть до десятки найкращих на етапах Кубка світу. Для канадок ця перемога стала першою в Кубку світу в слаломі від 1971 року. Найкраще досягнення Мілзінскі в загальному заліку Кубка світу - 38-ме місце в сезоні 2018-2019.
На Олімпіаді-2010 у Ванкувері посіла 20-те місце в слаломі.
На чемпіонаті світу 2011 року посіла 16-те місце в слаломі.
Використовує лижі та черевики виробництва фірми Rossignol.

## Результати в Кубку світу
Усі результати наведено за даними Міжнародної федерації лижного спорту.

### Підсумкові місця в Кубку світу за роками
| Сезон | Вік | Загальний залік | Слалом | Гігантський слалом | Супергігант | Швидкісний спуск | Гірськолижна комбінація |
| ----- | --- | --------------- | ------ | ------------------ | ----------- | ---------------- | ----------------------- |
| 2010  | 19  | 131             | 58     | —                  | —           | —                | —                       |
| 2011  | 20  | 97              | 35     | —                  | —           | —                | —                       |
| 2012  | 21  | 42              | 15     | —                  | —           | —                | —                       |
| 2013  | 22  | 40              | 13     | —                  | —           | —                | —                       |
| 2014  | 23  | 70              | 30     | 42                 | —           | —                | 26                      |
| 2015  | 24  | 42              | 14     | —                  | —           | —                | —                       |
| 2016  | 25  | 54              | 17     | —                  | —           | —                | 41                      |
| 2017  | 26  | 61              | 21     | —                  | —           | —                | —                       |
| 2018  | 27  | 43              | 15     | —                  | —           | —                | —                       |
| 2019  | 28  | 38              | 12     | —                  | —           | —                | —                       |
| 2020  | 29  | 70              | 21     | —                  | —           | —                | —                       |
| 2021  | 30  | 45              | 11     | —                  | —           | —                | —                       |

Станом на 21 лютого 2021 року

### Потрапляння до першої десятки
Усі результати наведено за даними Міжнародної федерації лижного спорту.
- 1 перемога – (1 СЛ)
- 2 п'єдестали – (2 СЛ); 19 топ-десять

| Сезон | Дата              | Місце проведення        | Дисципліна         | Місце |
| ----- | ----------------- | ----------------------- | ------------------ | ----- |
| 2012  | 4 березня 2012    | Офтершванг (Німеччина)  | Слалом             | 1-ше  |
| 2013  | 20 грудня 2012    | Оре (Швеція)            | Слалом             | 5-те  |
| 2013  | 1 січня 2013      | Мюнхен (Німеччина)      | Паралельний слалом | 9-те  |
| 2013  | 4 січня 2013      | Загреб (Хорватія)       | Слалом             | 3-тє  |
| 2013  | 15 січня 2013     | Флахау (Австрія)        | Слалом             | 10-те |
| 2013  | 16 березня 2013   | Ленцергайде (Швейцарія) | Слалом             | 10-те |
| 2015  | 4 січня 2015      | Загреб (Хорватія)       | Слалом             | 6-те  |
| 2015  | 21 березня 2015   | Мерібель (Франція)      | Слалом             | 8-ме  |
| 2016  | 28 листопада 2015 | Аспен (США)             | Слалом             | 10-те |
| 2016  | 29 листопада 2015 | Аспен (США)             | Слалом             | 4-те  |
| 2017  | 29 грудня 2016    | Земмеринґ (Австрія)     | Слалом             | 9-те  |
| 2018  | 3 січня 2018      | Загреб (Хорватія)       | Слалом             | 7-ме  |
| 2018  | 28 січня 2018     | Ленцергайде (Швейцарія) | Паралельний слалом | 8-ме  |
| 2018  | 10 березня 2018   | Офтершванг (Німеччина)  | Слалом             | 7-ме  |
| 2018  | 17 березня 2018   | Оре (Швеція)            | Слалом             | 10-те |
| 2019  | 9 грудня 2018     | Ст. Моріц (Швейцарія)   | Паралельний слалом | 7-ме  |
| 2019  | 22 грудня 2018    | Куршевель (Франція)     | Слалом             | 8-ме  |
| 2019  | 1 січня 2019      | Осло (Норвегія)         | Паралельний слалом | 5-те  |
| 2021  | 3 січня 2021      | Загреб (Хорватія)       | Слалом             | 5-те  |

## Результати на чемпіонатах світу
Усі результати наведено за даними Міжнародної федерації лижного спорту.
| Рік  | Вік | Слалом | Гігантський слалом | Супергігант | Швидкісний спуск | Гірськолижна комбінація | Командні змагання |
| ---- | --- | ------ | ------------------ | ----------- | ---------------- | ----------------------- | ----------------- |
| 2011 | 20  | 16     | —                  | —           | —                | —                       | —                 |
| 2013 | 22  | 17     | —                  | —           | —                | —                       | 4                 |
| 2015 | 24  | 6      | —                  | —           | —                | —                       | 2                 |
| 2017 | 26  | 15     | —                  | —           | —                | —                       | 5                 |
| 2019 | 28  | 10     | —                  | —           | —                | —                       | 9                 |
| 2021 | 30  | НФ2    | —                  | —           | —                | —                       | 7                 |

## Результати на Олімпійських іграх
Усі результати наведено за даними Міжнародної федерації лижного спорту.
| Рік  | Вік | Слалом | Гігантський слалом | Супергігант | Швидкісний спуск | Гірськолижна комбінація | Командні змагання |
| ---- | --- | ------ | ------------------ | ----------- | ---------------- | ----------------------- | ----------------- |
| 2010 | 19  | 20     | —                  | —           | —                | —                       | not run           |
| 2014 | 23  | НФ1    | 21                 | —           | —                | —                       | not run           |
| 2018 | 27  | 11     | —                  | —           | —                | —                       | 9                 |